# Kemal Halat
Kemal Halat (* 5. Juli 1971 in Tunceli, Türkei) ist ein ehemaliger türkischer Fußballspieler. Seine Spielposition war die Abwehr und Manndeckung.

## Karriere
In der Türkei hatte er seine fußballerischen Anfänge, spielte dort beispielsweise für den Verein Kocaelispor. Von dort aus wechselte er im Frühling 1995 zum Zweitligisten 1. FC Nürnberg. Zu seinen weiteren Stationen in der 2. Bundesliga gehören Fortuna Düsseldorf und VfL Osnabrück. Ab 2003 spielte er in der Regionalliga Nord, später für verschiedene Berliner Oberligisten. Sein letztes Spiel vor Karriereende fand am 12. Dezember 2006 beim Verein BAK Ankaraspor 07 statt, wo er kurz vor Spielende eine Gelb-Rote Karte erhielt.
Zwischen 2008 und 2009 war Halat Co-Trainer der liberianischen Fußballnationalmannschaft an der Seite von Antoine Hey. 2014/15 trainierte er die U-20-Auswahl von Libyen. Danach kehrte er nach Deutschland zurück.